# ブーヤン型コルベット
ブーヤン型コルベット（ブーヤンがたコルベット、英語: Buyan-class corvette）は、ロシア海軍のコルベットの艦級に対して付与されたNATOコードネーム。ロシア海軍での正式名は21630型小型砲艦（Малые артиллерийские корабли проекта 21630）。
また発展型のブーヤンM型コルベット（21631型小型ミサイル艦、Малые ракетные корабли проекта 21631）についても本項で扱う。

## 設計

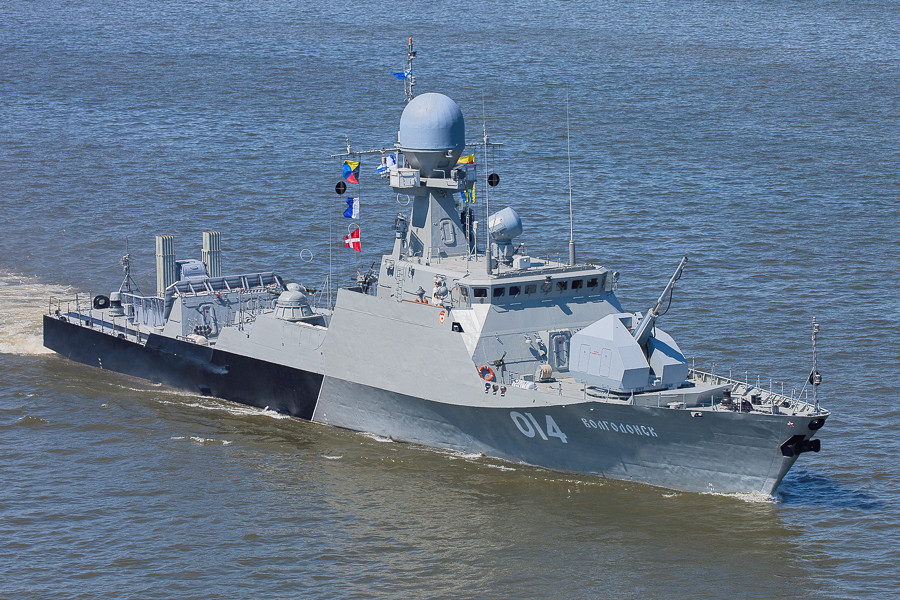

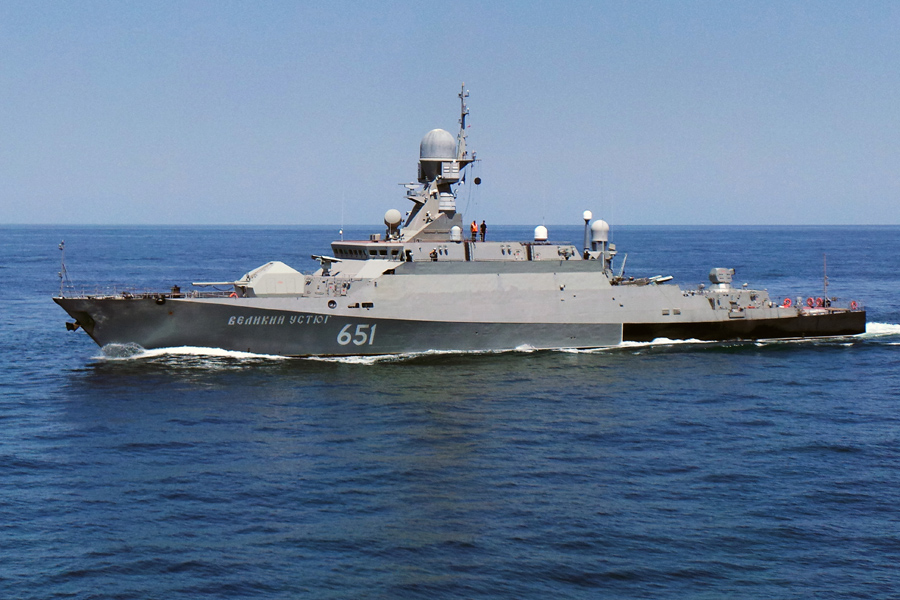

ソ連崩壊後、カスピ海一帯では石油開発が活発化し、同地域を管轄するカスピ小艦隊の重要性も増大した。このことから、同海域での沿海域作戦および水産資源・排他的経済水域警備を目的として建造されたのが本型である。
本型はステルス艦として設計され、主船体には繊維強化プラスチックが導入された。主機関には、21630型 (ブーヤン型) ではズヴェズダM520ディーゼルエンジン2基、21631型 (ブーヤンM型) ではCODAD方式が採用された。
本型では対地火力投射能力が重視されており、主砲にはA-190 100mm単装速射砲が搭載された。また21630型ではA-215「グラートM」 40連装122mmロケット砲が搭載されている。これは地上軍用のBM-21の艦載型であり、ロケット弾320発を搭載する。一方、21631型ではカリブルNK巡航ミサイル用のVLS8セルを装備しており、強力な対地・対水上・対潜打撃力を有する。これは2015年10月のシリアに対する巡航ミサイル攻撃で実戦投入された。

## 諸元表
|            | 21630型 (ブーヤン型)                                    | 21631型 (ブーヤンM型)             |
| ---------- | ------------------------------------------------------- | --------------------------------- |
| 満載排水量 | 550 トン                                                | 940 トン                          |
| 全長       | 61.5 m                                                  | 74.1 m                            |
| 全幅       | 9.6 m                                                   | 11.0 m                            |
| 吃水       | 2 m                                                     | 2.6m                              |
| 機関       | ディーゼルエンジン×2基                                  | CODAD方式                         |
| 機関       | ウォータージェット推進器×2軸                            |                                   |
| 速力       | 26ノット                                                | 26ノット                          |
| 兵装       | A-190 100mm単装速射砲×1基                               | A-190 100mm単装速射砲×1基         |
| 兵装       | AK-630M-2 30mmCIWS×2基                                  |                                   |
| 兵装       | グブカ近接防空ミサイル・システム×2基 (9K38 イグラ×20発) |                                   |
| 兵装       | グラートM 40連装ロケット砲×1基                          | カリブルNK巡航ミサイル用VLS×8セル |
| レーダー   | MR-352 対空捜索用                                       | MR-352 対空捜索用                 |
| レーダー   | MR-123 射撃指揮用                                       |                                   |

## 同型艦一覧
| 設計    | 艦番号 | 艦名                                      | 起工           | 進水           | 就役            | 配属                  |
| ------- | ------ | ----------------------------------------- | -------------- | -------------- | --------------- | --------------------- |
| 21630型 | 012    | アストラハン «Астрахань»                  | 2004年 1月30日 | 2005年 10月7日 | 2006年 9月1日   | カスピ小艦隊          |
| 21630型 | 014    | ヴォルゴドンスク «Волгодонск»             | 2005年 2月25日 | 2011年 5月6日  | 2011年 12月20日 | カスピ小艦隊          |
| 21630型 | 015    | マハチカラ «Махачкала»                    | 2006年 3月24日 | 2012年 4月27日 | 2012年 12月4日  | カスピ小艦隊          |
| 21631型 | 021    | グラード・スヴィヤシュスク «Град Свияжск» | 2010年 8月27日 | 2013年 9月3日  | 2014年 7月27日  | カスピ小艦隊          |
| 21631型 | 022    | ウグリチ «Углич»                          | 2011年 7月22日 | 2013年 4月10日 | 2014年 7月27日  | カスピ小艦隊          |
| 21631型 | 023    | ヴェリキイ・ウスチュグ «Великий Устюг»    | 2011年 8月27日 | 2014年 5月21日 | 2014年 12月19日 | カスピ小艦隊          |
| 21631型 | 602    | ゼレニー・ドリ «Зеленый Дол»              | 2012年 8月29日 | 2015年 2月4日  | 2015年 12月12日 | 黒海艦隊→バルト海艦隊 |
| 21631型 | 603    | セルプホフ «Серпухов»                     | 2013年 1月25日 | 2015年 3月4日  | 2015年 12月12日 | 黒海艦隊→バルト海艦隊 |
| 21631型 | 609    | ヴイシニイ・ヴォロチェク «Вышний Волочёк» | 2013年 8月29日 | 2016年 5月18日 | 2018年 6月1日   | 黒海艦隊              |
| 21631型 | 626    | オレホヴォ・ズィエヴォ «Орехово-Зуево»    | 2014年 5月29日 | 2018年 6月17日 | 2018年 12月10日 | 黒海艦隊              |
| 21631型 | 630    | イングーシェーチア «Ингушетия»            | 2014年 8月29日 | 2019年 6月11日 | 2019年 12月28日 | 黒海艦隊              |
| 21631型 | 600    | グライヴォロン « Гра́йворон»               | 2015年 4月10日 | 2020年 4月     | 2021年 1月30日  | 黒海艦隊              |
| 21631型 | 575    | グラート «Град»                           | 2017年 4月24日 | 2021年 9月17日 | 2022年 12月29日 | バルト海艦隊          |
| 21631型 | 595    | ナロ＝フォミンスク «Наро-Фоминск»         | 2018年 2月23日 | 2022年 12月9日 | 2023年 12月25日 | バルト海艦隊          |
| 21631型 | n/a    | スタヴロポリ «Ставрополь»                 | 2018年 7月12日 | 2024年 6月11日 |                 | 黒海艦隊              |